# 소가씨
소가 씨(일본어: 蘇我氏 소가시[*])는 고분 시대 및 아스카 시대(6세기 ~ 7세기 전반)에 권력을 쥐던 호족 가문이였다.

## 출자에 대한 기록
고사기나 일본서기에는 다케우치노 스쿠네(武内宿禰)를 소가 씨의 시조로 적고 있다. 소가씨의 구체적인 활동이 기술되는 것은 6세기 중엽의 소가노 이나메(蘇我稲目)부터이며, 그 이전의 소가씨에 관해서는 잘 알려져 있지 않고 가와치(河内) 이시카와(石川, 오늘날의 오사카부 이시카와강 유역으로및 가쓰라기현(葛城県) 소가노사토(蘇我里, 나라현 가시와라시 소가정 일대)를 본거지로 하는 토착 호족이었다고 한다. 『신찬성씨록』(新撰姓氏録)에서는 소가씨를 황별(皇別) 즉 역대 천황으로부터 갈라져 나온 씨족으로 분류하고 있다. 백제에서 가져온 불상을 숭배하겠다고 하여 일본 신토파인 모노노베와 대립하였다. 

## 같이 보기
- 모노노베씨
- 다케우치노 스쿠네